# Jaroslav ze Šternberka
Jaroslav ze Šternberka je fiktivní postavou rodu Šternberků i moravské historie. Mělo se jednat o šlechtice, který roku 1241 zachránil Moravu a potažmo i křesťanskou Evropu před vpádem Mongolů, kterým se říkalo Tataři. Údajně se to mělo stát díky hrdinským činům u Olomouce.

## Historie mýtu
V polovině 14. století napsal kronikář Přibík Pulkava z Radenína o událostech roku 1253, v nichž píše: "Tataři vnikli na Moravu, zpustošili její část, u Olomouce pobili velké množství lidí, ... a konečně, když přišli tamtéž před město Olomouc, nějaký urozený muž se Šternberka, tehdy hejtman téhož města, z města vyšel, podobně na ně statečně zaútočil a zabil jejich náčelníka, smrtelně ho zraniv. Tataři, zarmoucení jeho smrtí a velice ohromeni, utekli zpět do Uher. Řečený pán ze Šternberka tehdy za tento skvělý čin dostal darováním českého krále nějaké statky u Olomouce, na nichž na památku postavil nový hrad Šternberk."
Pulkavova zpráva je celkem věrohodná, protože v roce 1253 skutečně vtrhla na Moravu vojska uherského krále Bély IV. Podstatnou část jeho vojska tvořili Kumáni, kteří svou vizáží a oblékáním na mongolský způsob připomínali Tatary, kteří se přes Moravu přehnali již v roce 1241 (viz Mongolský vpád na Moravu roku 1241) Pulkava se zmýlil pouze tím, že tyto divoké Kumány zaměnil za Tatary.
Jméno Jaroslava ze Šternberka jako vítěze nad Tatary v roce 1241 poprvé uvedl v Kronice české v roce 1541 Václav Hájek z Libočan a od něj tuto zprávu přebírali další historici. Za tohoto příslušníka rodu Šternberků bývá označován i Jaroslav, vítěz nad Tatary v jedné z básní Rukopisu královédvorského, považovaného za historické falzum. Šternberkové si výjevy z bitvy s Tatary nechali malovat ve svých zámcích a kostelech. Od poloviny 19. století se situace změnila a čeští historici začali Jaroslava ze Šternberka a jeho vítěznou bitvu z roku 1241 zpochybňovat a postupně tuto záležitost vyvrátili.

## Skutečná postava
Vzhledem k tomu, že není důvodu nevěřit Pulkavově zprávě ze 14. století o bitvě, jež se odehrála roku 1253, historici si kladli otázku, který Šternberk Kumány u Olomouce porazil. Většina z nich se shoduje, že to byl Zdeslav z Divišova, který s největší pravděpodobností založil na Moravě hrad Šternberk. Historik Rudolf Hurt však připouštěl, že by se mohlo jednat i o jeho syna Jaroslava (ca 1220–1287), který se v listinách uvádí roku 1269, 1284 a 1287. Tento Zdeslavův syn, který se honosil tituly jako purkrabí bítovský či nejvyšší číšník, byl zakladatelem konopišťské větve pánů ze Šternberka.